# Ectosome

Micrographie électronique en transmission de microvésicules colorées au citrate de plomb. La barre noire mesure 100 nanomètres. Expression de ribonucléoprotéines à l'intérieur des microvésicules (MV). Panneau D : Micrographies représentatives obtenues par microscopie électronique en transmission sur des MV purifiées. Sections ultrafines, colorées au citrate de plomb. Date : 18 mars 2013 ; Auteurs : Federica Collino, Maria Chiara Deregibus, Stefania Bruno, Luca Sterpone, Giulia Aghemo, Laura Viltono, Ciro Tetta et Giovanni Camussi ; Titre : Micrographie électronique de microvésicules

Les ectosomes sont (comme les exosomes) des microvésicules produites par une cellule ou un organisme à partir d'une membrane (par bourgeonnement), pour transporter des molécules ou composés. Dans certains contextes, c'est aussi le nom donné à « la couche corticale externe d'une éponge ». 
Mais à la différence de l'exosome qui invagine une petite section de membrane vers l'intérieur de la cellule pour faire une poche qui s'ouvrira ensuite vers l'extérieur, et ensuite se refermera, l'ectosome forme une vésicule à partir de la membrane plasmique, qui pourra ensuite se détacher de sa cellule-mère et être exportée vers le milieu extracellulaire. Ces vésicules peuvent viser des cellules cibles, et contribuer à la communication cellulaire à courte distance.
Leur processus de formation a été étudié après celui des exosomes. Le processus cellulaire par lequel les ectosomes sont libérés dans le milieu extracellulaire est un phénomène important qui chez les cellules eucaryotes est l'une des formes d'échange d'information moléculaire ; est baptisé Ectocytose. Ce processus survient notamment en réponse à certaines attaques microbiennes, lors d'une tuberculose par exemple.
De nombreux types de cellules peuvent produire des ectosomes.
Ces vésicules (tout comme les exosomes) jouent un rôle dans l'immunité et le processus inflammatoire notamment en tant qu'immunomodulateurs. Ils pourraient être utiles dans le diagnostic et la thérapie de certaines maladie (cancer notamment).
L'étymologie du terme se décompose en Ecto- du grec ancien ἐκτὸς ektos (Extérieur) et -some, σῶμα Sôma (Corps).

## ,Voir aussi